# Советская зона оккупации Германии
Советская зона оккупации Германии, также советская оккупационная зона (СОЗ) (нем. Sowjetische Besatzungszone, SBZ, Ostzone) — одна из четырёх оккупационных зон на территории Германии, находившаяся по окончании Второй мировой войны в Европе под управлением советской военной администрации.

## Территория
В советскую зону оккупации вошли такие бывшие государства Германского рейха как Саксония, Анхальт, Тюрингия, Мекленбург (до 1934 года два отдельных государства: Мекленбург-Штрелиц и Мекленбург-Шверин), а также восточные части Пруссии — провинции Галле-Мерзебург и Магдебург (до 1944 года обе провинции составляли вместе провинцию Саксония), бо́льшая часть прусской провинции Бранденбург, а также остатки прусских провинций Нижняя Силезия и Померания (основная их часть отошла к Польше) и несколько небольших эксклавов государства Брауншвейг.
На территории советской зоны были образованы пять административных единиц — три земли: Саксония (с присоединением к ней остатков прусской провинции Нижняя Силезия), Тюрингия (с присоединением к ней округа Эрфурт прусской провинции Саксония) и Мекленбург (с присоединением остатков прусской провинции Померания) и две провинции: Бранденбург и Саксония-Анхальт (состоящей из объединения территорий Анхальта и большей части прусской провинции Саксония, а также попавших в советскую зону эксклавов Брауншвейга и тюрингского эксклава Альштедт). В период с декабря 1946 по февраль 1947 годов каждая из этих земель и провинций приняла свою конституцию.
Указом от 25 февраля 1947 года в советской зоне оккупации было официально ликвидировано государство Пруссия. Указом от 21 июля 1947 года провинции Бранденбург и Саксония-Анхальт получили статус земель.

## Политическая и экономическая жизнь
27 июля 1945 года были основаны центральные администрации (Zentralverwaltung), игравшие роль министерств, президенты которых играли роль министров, 11 июня 1947 года была создана Германская экономическая комиссия (Deutsche Wirtschaftskommission), в которую вошли президенты центральных администраций, председателем (Vorsitzender) которой в 1948 году стал социалист Генрих Рау. Президенты центральных администраций и председатель Немецкой экономической комиссии назначались Советской военной администрацией.
13 июня 1946 года были сформированы временные ландтаги (в каждом было равное количество представителей от СЕПГ, ЛДПГ, ХДС и ССНП и общественных организаций). Деятельность партий разрешена в июне 1945 года. 4 июля 1945 были образованы земельные администрации (Landesverwaltung) в Мекленбурге-Передней Померании, Саксонии и Тюрингии. 20 октября 1946 года прошли выборы в ландтаги, большинство на которых получила СЕПГ. В них участвовали СЕПГ, ХДС, ЛДП и ассоциации крестьян. В сентябре 1946 года пошли местные выборы. 20 декабря 1946 года была принята конституция Тюрингии, 10 января 1947 года — конституция Саксонии-Анхальт, 6 февраля 1947 года — конституция Бранденбурга, 28 февраля 1947 года — конституция Саксонии, 16 января 1947 года — конституция Мекленбурга-Передней Померании. Законодательными органами земель стали ландтаги, исполнительными — земельные правительства (Landesregierung), состоящие из земельных премьер-министров (Landesministerpräsident) и земельных министров (Landesminister), представительными органами местного самоуправления стали крейстаги и общинные представительства, исполнительными органами — крейсраты (состоящие из ландратов и районных советников) и общинные советы (состоящие из бургомистров и общинных советников), судебными органами остались высшие земельные суды, земельные суды и участковые суды, органы прокуратуры — генеральные прокуроры земель и прокуроры земельных судов. При этом земли советской зоны не выпускали валюту (эмиссионные банки земель выпускали Марку Союзного военного командования) и не имели своих вооружённых сил (функции вооружённых сил выполняла оккупационная армия — ГСОВГ, единственной силовой структурой, подчинённой землям, были земельные полиции).
С 1946 года, как утверждает Kai Cornelius, бывшие члены СДПГ, объединившейся с КПГ в Социалистическую единую партию Германии (СЕПГ), стали подвергаться преследованию как потенциальные противники советского влияния в Германии — данные меры, по его утверждению, предпринимались с целью обеспечить немецким коммунистам полный контроль над СЕПГ.
Причиной интернирования в советские спецлагеря могло служить подозрение в создании оппозиционных политических групп, контакты с организациями, расположенными в западных оккупационных зонах, расцениваемые как шпионаж и агентурная деятельность. В таких случаях могла применяться статья 58 советского Уголовного кодекса об антисоветской деятельности. В специальном лагере в Баутцене почти 66 % осуждённых относились к этой категории (например, В. Натонек).
Летом 1946 года СВАГ начала готовиться к выборам в местные и земельные органы власти. При этом глава СВАГ В. Д. Соколовский в своём указании 18 июня 1946 года писал о необходимости «создания условий для победы СЕПГ» и называл основной задачей «организационно-политическое укрепление СЕПГ». Соколовский откровенно писал, что результаты выборов «будут считаться удовлетворительными лишь в том случае, если они дадут победу СЕПГ».
15 сентября 1946 года общинные выборы в земле Бранденбург принесли победу СЕПГ. О причинах этого в документах СВАГ говорилось следующее: «Сравнительно высокий процент (59,8) голосов, отданных за списки СЕПГ на общинных выборах объясняется тем, что органам СВА Земли удалось не допустить в 33 процентах общин выставления списков буржуазных партий».
20 октября 1946 года в советской зоне оккупации прошли выборы в местные органы власти. СЕПГ получила на них около 50 % голосов. Однако на выборах в городское и районные собрания Берлина СЕПГ получила только 19,8 % голосов, тогда как СДП — 48,7 %, ХДС — 22,1 %, ЛДП — 9,4 %. Даже в советском секторе Берлина СЕПГ получила только 29,9 % голосов.
Следующие выборы, которые должны были состояться в 1948 году, были отложены до осени 1949 года. С октября 1948 года было запрещено ввозить в советскую зону оккупации из западных зон любую литературу и периодические издания.
СВАГ активно осуществляла организацию вывоза в СССР промышленного оборудования из советской зоны оккупации в качестве репараций. 16 августа 1945 года Жуков в речи перед руководителями СВА земель и провинций говорил: «нам нужно быстро вывезти всё, что нужно в счёт покрытия издержек войны» пока немцы «ошарашены финалом войны».
В 1945 году в советской оккупационной зоне была осуществленная земельная реформа — земельные владения площадью свыше 100 гектаров были разделены между крестьянами. Осенью 1945 года были введены принудительные заготовки сельскохозяйственной продукции.
В октябре 1946 года в связи с нехваткой продовольствия в СССР И. А. Серов направил Л. П. Берии записку с предложением вывезти в СССР из советской оккупационной зоны в Германии «излишки» продовольствия. Эти предложения были сообщены Сталину и одобрены им. Вывоз в СССР продовольствия с востока Германии серьёзно отразился на и без того скудном снабжении немецкого населения. Это привело к массовому недовольству и осложнило работу немецкого самоуправления.
24 июня 1948 года советские войска блокировали Западный Берлин, что стало реакцией на введение там западногерманской марки (см. Блокада Берлина). США и союзники организовали воздушный мост для снабжения Западного Берлина. Блокада не принесла желаемых результатов и была снята 12 мая 1949 года.
20 июля 1948 года был создан Немецкий эмиссионный банк и началась эмиссия немецкой марки восточных земель, таким образом, между 5 землями советской зоны оккупации был оформлен экономический союз.
15—16 мая 1949 года прошли выборы делегатов Немецкого народного конгресса, который 30 мая 1949 года принял Конституцию Германской Демократической Республики, на основании которой были созданы Палата земель ГДР, Народная палата ГДР, учреждена должность президента ГДР, сформировано правительство, а 8 декабря Временная Народная палата приняла закон «О создании Верховного Суда и Верховной прокуратуры Германской Демократической Республики», на основании которых были созданы Верховный Суд и Верховная прокуратура ГДР. Таким образом, был оформлен политический союз восточногерманских земель.